# Beschermd stadsgezicht Groningen - Verlengde Hereweg
Het beschermd stadsgezicht Groningen - Verlengde Hereweg is een van rijkswege beschermd stadsgezicht in Groningen in de Nederlandse provincie Groningen. De procedure voor aanwijzing werd gestart op 13 oktober 1998. Het gebied werd op 9 mei 2000 definitief aangewezen. Het beschermd gezicht beslaat een oppervlakte van 16,6 hectare en omvat de bebouwing langs de Verlengde Hereweg vanaf de Goeman Borgesiuslaan/van Ketwich Verschuurlaan tot aan de Esserweg.
De Verlengde Hereweg is de historische toegangsroute tot de stad vanuit Drenthe en het zuiden. De weg loopt op de Hondsrug en wordt omzoomd door grote vrijstaande huizen, veelal villa's, op grote percelen. De meeste zijn gebouwd aan het eind van de negentiende, begin van de twintigste eeuw. Het karakter van de straat is sindsdien vrijwel onaangetast.

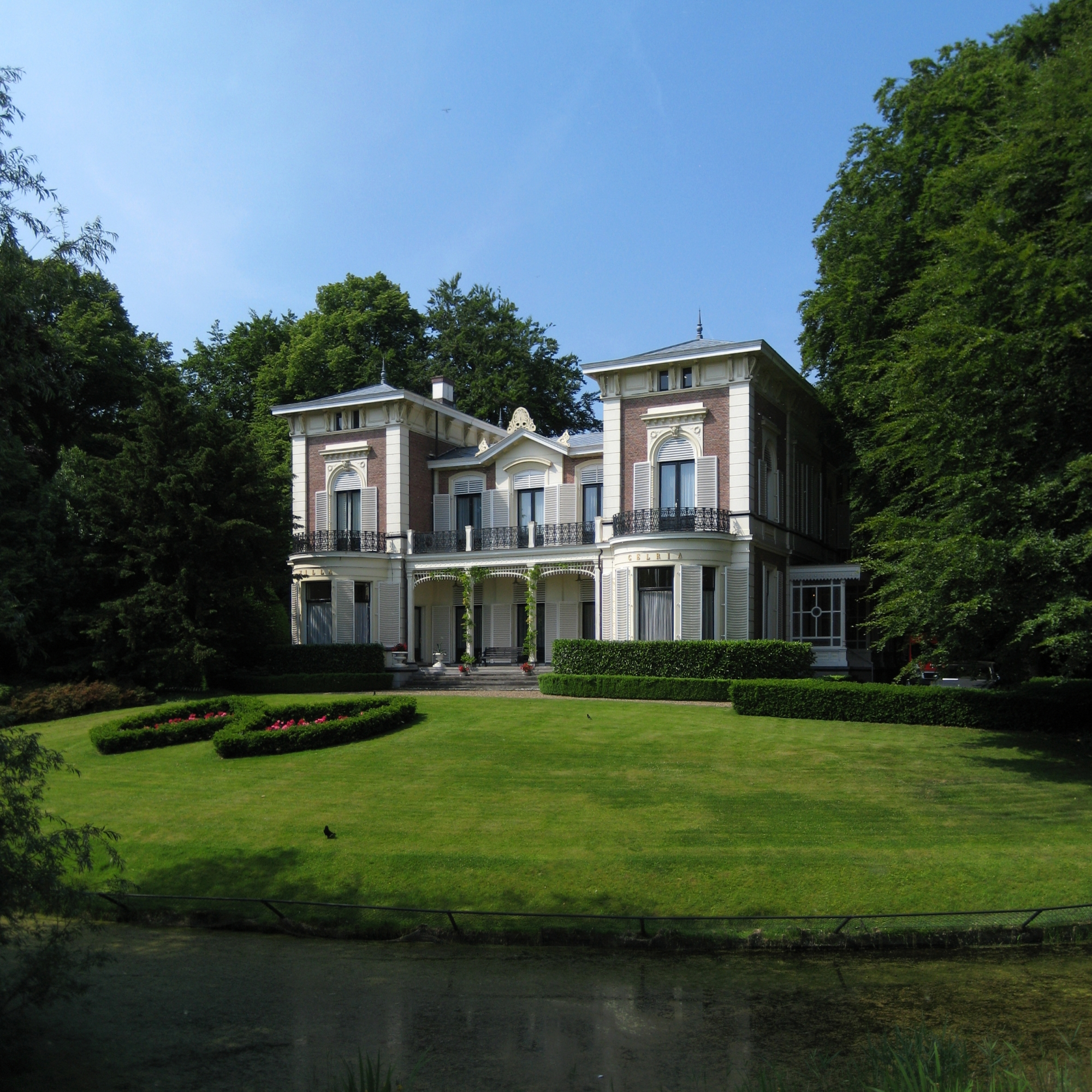
Villa Gelria, een van de meest opvallende panden langs de Verlengde Hereweg

Panden die binnen een beschermd gezicht vallen krijgen niet automatisch de status van beschermd monument. Wel zal de gemeente het bestemmingsplan aanpassen om nieuwe ontwikkelingen in het gebied te reguleren. De gezichtsbescherming richt zich op de stedenbouwkundige en cultuurhistorische waardering van een gebied en wil het toekomstig functioneren daarvan veiligstellen.